# Việt Hòa (phường)
Việt Hòa là một phường thuộc thành phố Hải Phòng, Việt Nam.

## Địa lý
Phường Việt Hòa có vị trí địa lý:
- Phía bắc giáp xã Tuệ Tĩnh và xã Thái Tân.
- Phía nam giáp phường Tứ Minh và phường Lê Thanh Nghị.
- Phía đông giáp phường Thành Đông.
- Phía tây giáp xã Cẩm Giang và xã Mao Điền.

## Lịch sử
Sau năm 1945, Việt Hòa là một xã thuộc huyện Cẩm Giàng. Năm 1969, xã được sáp nhập vào thị xã Hải Dương (nay là thành phố Hải Dương).
Ngày 19 tháng 3 năm 2008, Chính phủ ban hành Nghị định số 30/2008/NĐ-CP. Theo đó, thành lập phường Việt Hòa trên cơ sở toàn bộ 615,43 ha diện tích tự nhiên và 8.457 người của xã Việt Hòa.
Ngày 16 tháng 10 năm 2019, Ủy ban Thường vụ Quốc hội ban hành Nghị quyết số 788/NQ-UBTVQH14 về việc sắp xếp các đơn vị hành chính cấp huyện, cấp xã thuộc tỉnh Hải Dương (nghị quyết có hiệu lực từ ngày 1 tháng 12 năm 2019). Theo đó:
- Điều chỉnh 5,66 ha diện tích tự nhiên của phường Cẩm Thượng; 2,95 ha diện tích tự nhiên của phường Thanh Bình; 18,38 ha diện tích tự nhiên của phường Tứ Minh về phường Việt Hòa
- Điều chỉnh 1,78 ha diện tích tự nhiên của phường Việt Hòa về phường Cẩm Thượng
- Điều chỉnh 2,31 ha diện tích tự nhiên của phường Việt Hòa về phường Thanh Bình
- Điều chỉnh 5,44 ha diện tích tự nhiên của phường Việt Hòa về phường Tứ Minh.

Sau khi điều chỉnh địa giới hành chính, phường Việt Hòa có 652,40 ha diện tích tự nhiên và 12.361 người.
Ngày 12 tháng 6 năm 2025, Quốc hội ban hành Nghị quyết số 202/2025/QH15 về việc sắp xếp đơn vị hành chính cấp tỉnh (nghị quyết có hiệu lực từ ngày 12 tháng 6 năm 2025). Theo đó, sáp nhập tỉnh Hải Dương vào thành phố Hải Phòng. Phường Việt Hòa thuộc thành phố Hải Phòng.
Ngày 16 tháng 6 năm 2025, Ủy ban Thường vụ Quốc hội bàn hành Nghị quyết sắp xếp các đơn vị hành chính cấp xã thuộc thành phố Hải Phòng năm 2025. Theo đó, sắp xếp toàn bộ diện tích tự nhiên, quy mô dân số của phường Việt Hòa, xã Cao An, một phần diện tích tự nhiên, quy mô dân số của phường Tứ Minh và thị trấn Lai Cách thành phường mới có tên gọi là phường Việt Hòa.
Căn cứ theo đề án sắp xếp đơn vị hành chính cấp xã của thành phố Hải Phòng năm 2025, phường Việt Hòa được thành lập từ:
- Toàn bộ diện tích tự nhiên là 6,51 km², quy mô dân số là 10.973 người của phường Việt Hòa;
- Toàn bộ diện tích tự nhiên là 5,77 km², quy mô dân số là 10.013 người của xã Cao An, huyện Cẩm Giàng;
- Một phần diện tích tự nhiên là 0,30 km², quy mô dân số là 15 người của phường Tứ Minh;
- Một phần diện tích tự nhiên là 4,44 km², quy mô dân số là 10.000 người của thị trấn Lai Cách, huyện Cẩm Giàng.

Phường Việt Hòa có diện tích là 17,02 km² (đạt 309,47% so với tiêu chuẩn) và quy mô dân số là 31.001 người (đạt 147,62% so với tiêu chuẩn).